# 性道徳
性道徳（せいどうとく）ないし性倫理（せいりんり）とは、道徳のうち、性に関わるもの。

## 概要
性（性行為・性別・性差など）に対する価値観は、その文化によっても扱いがまちまちで、性全般を穢れのようにタブー視する文化から、陽物崇拝のように宗教観念上で非常におおらかに扱われていた文化も多い。近年ではグローバリゼーションにもよって、ある程度は世界標準的なイメージも生まれてはいるが、いずれにせよ道徳がその社会に根差す文化に密接に影響されている以上、その概念は文化や、あるいは個人によってもさまざまであり、また時代によっても変化がみられ、これといって明確な基準を持たない。
この概念においては「性を神聖なもの」と捉えて細心の注意を払って取り扱うか、自分の好きなように自らのモノを含めて他人の生殖器官も単なる遊びのための道具のように扱うかによっても意味合いが全く異なってくるし、その人の人生観にも影響を与え得る。
人間は性を単に快楽行為として性を扱うことに何の努力も必要としない（本能のまま）が、一方崇高な神聖なものと捕らえて、行動に移すまでにはかなりの修養が必用とも考える文化もある。また性の快楽を見出すためには技巧や相互関係を良好に維持する必要もあるとも考えられる点もある。
単に道徳や倫理学以外にも、性が生殖にも絡むなど、心理的・社会的・医学的な面の問題を含んでおり、またそれらが複雑に関係しあっている。

## 人権
性と生殖に関する健康と権利（SRHR）が認知されているが、バックラッシュも世界各地で起きている。

## 宗教
日本では江戸時代までは比較的オープンな性の文化も存在したが、明治時代以降に儒教思想などの影響もあり、近年までこの問題があまり議論されていなかった。このため性道徳のイメージは依然として個人間で大きく差がみられる。

## 性道徳の類型
性道徳にはさまざまな概念が含まれ、またその各々が一つのテーマとして扱われる。

### 処女性・童貞性
処女は性的経験のない女性を指すが、これに価値を見出すもの、フェティシズムの一端として愛好するもの、あるいは女性個人を尊重する上で処女かどうかは問題視しないものなどさまざまである。その一方で童貞（性的経験のない男性）に何らかの価値観を見出すケースも存在するが、逆に忌避する文化もある。処女についても初夜権といった思想もある一方で、破瓜の血を穢れと考えた文化もある。
家族制度の延長で処女性を重視するものがいる一方、処女は重視するが童貞の価値はないとするものがいるが、中にはそれらが医学的見地から言えば妊娠していない以上、意味のない性的嗜好による執着だと見なすものもいる。この辺りは現代日本において当人の価値観に負う部分も強い。
かつて「家同士の結婚」という家系尊重の考えが存在していた中世などの時代には、処女性を重視する考えもあった。その一方で個人を尊重する社会では、処女性や童貞性はそれほど重きを置かれず、その相手の容姿や人格などといった個人に付随する個性のほうがより尊重される傾向もみられる。
現代の日本社会では結婚が一種の契約のような側面を持ち、離婚などの形で再び独身となる人もおり、再婚の場合においては処女性・童貞性は一顧だにされない。過去の恋愛・結婚生活の中で自然と性交渉があったとみなされるためである。

### 性交渉と婚姻
性交渉と婚姻（結婚）の関係に関しては、地域文化によってもさまざまな形態がみられ、特に明治時代頃までの日本では、農村部などにおいて婚姻後も夫以外の相手と夜這いなどの形で性交渉を持つところもみられたという。
世界的にみると、婚姻と性交渉は一定の関係を持って扱われ、婚姻後は妻は夫以外の相手と性交渉を持たない文化が多い。特に欧米の保守的な家庭ではキリスト教に重荷を置いた生活様式か前提となるため、親などが極めて厳格な場合もある。日本でも結婚後に結婚相手以外と関係を持つことを不倫（原義では道に外れた行い）というが、より軽く浮気として、容認されないまでも一定の争いの後に「過ち」として許容されるケースも少なくない。ある程度緩やかな決め事扱いされている部分もあり、中には特殊な性癖ともいえるが、スワッピングやさらにはグループセックスなどといった性文化すらみられる。
この部分には婚姻関係の概念にも絡み、さまざまな様式がみられる。